# マサル (犬)
マサル（露: Масару、英: Masaru）は、ロシアのフィギュアスケート選手アリーナ・ザギトワの飼い犬。

## 概要
赤毛のメスの秋田犬である。2018年2月15日に秋田県大仙市で、勝大（しょうだい）や勝花（しょうか）などとともに、4つ子のうちの1匹として生まれた。勝大は雄であり、大館市の秋田犬の里で展示されている。勝花はマサルの妹に当たり、カッチャン (Katyan) と愛称されている。父親は岩手県で飼われている秋田犬であり、母親は大仙市のブリーダーが飼っている、花捷（はなしょう）と名付けられた犬である。
ザギトワは、2018年平昌オリンピックを控えて新潟市内で事前合宿を行っていたとき、雑誌で秋田犬の写真を見つけて気に入り、秋田犬を飼いたいと母親に相談したところ、母親は、「五輪でうまく滑ったらね」と応じた。
このことが2月27日に報道されると、秋田犬保存会会長であり政治家の遠藤敬は、秋田犬を贈呈することを決意し、スターズ・オン・アイスに出演するために来日していたザギトワと会い、赤毛3匹、虎毛と白毛1匹ずつの計5匹のメスの子犬を撮影した写真を提示したところ、ザギトワは、マサルを選んだ。
2018年2月23日、ザギトワが平昌オリンピックで金メダルを獲得する。同年3月3日、ザギトワが、秋田犬に勝利を意味する「マサル」という名前を付けたい、との旨を述べる。
同年5月26日、贈呈式がモスクワのホテル・メトロポールで開催され、遠藤からザギトワにマサルが手渡された。この式には、政治家の安倍晋三とその妻・昭恵も同席している。ロシアに日本の秋田犬がプレゼントされるのは、これで2度目であり、2012年に秋田県からウラジーミル・プーチンに秋田犬、ゆめが贈られたのが1度目である。なお、同年7月に朝青龍明徳に贈呈された秋田犬のマサオはマサルのいとこである。
2018年11月、寝具メーカーのエアウィーヴと広告出演契約を締結し、2019年1月、同社のテレビCMにザギトワとともに出演する。同年5月11日、秋田犬の展覧会がモスクワのソコーリニキ公園で開催され、生後10 - 18か月の部門において、マサルが1位に選ばれる。

## 評価
大仙市のブリーダーは、マサルについて、「人懐っこくて、上品な目をしている秋田美人だと思う」との旨を述べている。ザギトワは、「マサルはとてもおとなしくて、みんながかわいいと思うような犬で、そして頭がいいです」「子熊みたいにふわふわでかわいい」と評価している。